# وقعة الربض
وقعة الربض أو ثورة الربض هي ثورة عنيفة وصراع مسلح شهدته مدينة قرطبة على الحكم الأموي في الأندلس يوم 13 رمضان 202هـ / 25 مارس 818م. كان سببها الرئيس سخط أهل ربض شقندة (الربض القبلي) على الأمير الحكم بن هشام الأموي بسبب سلوكه الشخصي، وفرضه ضرائب مرهقة، وتصرفات جنده. انتهت الوقعة بقمعٍ شديد للثائرين، ومقتل عدد كبير منهم، وتخريب الربض، ونفي الآلاف من أهله.

## خلفية الوقعة
دبر مجموعة من فقهاء قرطبة في عام 198هـ / 814م، منهم يحيى بن يحيى الليثي وعيسى بن دينار وطالوت بن عبد الجبار المعافري، مؤامرة لخلع الحكم بن هشام الأموي، لما رأوا منه من قسوة وخروج على أحكام الدين، وانغماس في اللهو والشرب، وقتل عددًا من أعيان المدينة، مما أثار كراهية أهلها نحوه. بدأ السكان وخصوصًا الغوغاء في التعرض لجند الأمير بالأذى والسب، حتى أنهم كانوا ينادون الحكم عند الأذان للصلاة: «يا مخمور، الصلاة!»، وشافهه بعضهم بالكلام وصفقوا عليه بالأكف. شرع الحكم في تحصين قرطبة ردًا على ذلك، فقوى أسوارها، وحفر خنادقها، وجمع الخيل على بابه، واستكثر من المماليك، ورتب جندًا مسلحًا لا يفارقون باب قصره. أدت هذه الإجراءات إلى زيادة حقد أهل الربض. رأى هؤلاء الفقهاء فساد الحكم ورأوا في أموي آخر يدعى محمد بن القاسم المرواني بديلاً يصلح للحكم. لكن محمد بن القاسم خشي على نفسه عاقبة فشل المؤامرة، فأبلغ الحكم بها، فقبض الأمير على بعض المتآمرين بينما فر آخرون، منهم يحيى بن يحيى وعيسى بن دينار. أمر الحكم بصلب اثنين وسبعين رجلاً منهم عقابًا عليهم، مما زاد من البغض والرهبة إلى قلوب العامة وأجج الحقد عليه.

## أحداث الوقعة
كان من الأسباب المباشرة للثورة فرض الحكم ضرائب مرهقة، مما أسخط العامة الذين تعرضوا له بالقول وهو يمر من سوق الربض، وهو ما جعل الحكم يأمر بالقبض على عشرة من زعمائهم وصلبهم. تلى ذلك مشادة وقعت في 13 رمضان 202هـ / 25 مارس ، بين أحد مماليك الحكم ورجل يصقل السيوف، قتل المملوك على إثرها الصانع. ثار العامة نتيجة ذلك وحملوا السلاح وأشهروه، وخصوصًا أهل ربض شقندة الواقع جنوب قرطبة، وقرروا الخروج على الحكم.
توجه الثائرون إلى القصر من كل ناحية، بينما تحصن الجند والأمويون وعبيد الأمير في القصر. بعث الحكم قائده وابن عمه عبيد الله البلنسي وحاجبه عبد الكريم بن عبد الواحد بن مغيث في قوة قاتلت الثائرين، وطردتهم من فناء القصر. نزل الحكم من أعلى القصر، وارتدى سلاحه، وركب جواده، وحرض رجاله على القتال، فقاتلوا بين يديه بشدة. أمر الحكم ابن عمه عبيد الله (المعروف بالبلنسي) بإحداث ثغرة في السور، فخرج منها مع فرقة من الجيش وفاجأ أهل الربض من الخلف دون أن يشعروا به. واصلت قوات الحكم القتال حتى دخلت ربض شقندة وأشعلت فيه النار، فتفرق الثائرون ليدركوا بيوتهم المحترقة. أضرم جنود الأمير النار في منازل الربض، فانهزم أهله وقُتل منهم عدد كبير. أُسر من وُجد في المنازل، وانتقى الحكم ثلاثمائة من وجوه الأسرى فأمر بقتلهم وصلبهم منكسين. استمر النهب والقتل والحرق والتخريب في أرباض قرطبة لمدة ثلاثة أيام.

## ما بعد الوقعة
استشار الحكم وزيره عبد الكريم بن عبد الواحد، الذي كان من أقرب مستشاريه، في ما يفعله نحو أهالي الربض المتبقين، فأشار الوزير بالصفح والعفو عن البقية، بينما أشار آخرون بالاستمرار في القتل والتنكيل عقابًا لهم. قبل الحكم رأي عبد الكريم، ونادى بالأمان، على أن يُقتل ويُصلب كل من يبقى من أهل الربض في منازلهم بعد ثلاثة أيام. خرج من تبقى منهم مستخفيًا نتيجة لإعلان الأمير، حاملين نساءهم وأولادهم وما خف من أمتعتهم، متجهين إلى خارج قرطبة، ثم تعرضوا في طريقهم لنهب بعض الجنود وقُطَّاع الطرق الذين ترصدوا لهم، وقُتل من امتنع عن تسليم ما معه. بعد انقضاء الأيام الثلاثة، أمر الحكم بالكف عن التعرض لحرمات الناس، وجمعها في مكان واحد، ثم أمر بهدم الربض القبلي (ربض شقندة) بالكامل وإجلائهم عن قرطبة.
تفرق المهجرون في أنحاء الأندلس، وعبر عدد منهم إلى المغرب. توجه نحو 15 ألف منهم إلى الإسكندرية في فترة تزامنت مع ثورة أخرى في المدينة على الحكم العبَّاسي، فشاركوا فيها، مما دفع الوالي العبَّاسي على مصر، عبد الله بن طاهر إلى إجلائهم كليًا. انتقل هؤلاء بعد ذلك إلى جزيرة إقريطش عام 212هـ / 827م، وأسسوا فيها إمارة إسلاميَّة استمرت حتى عام 350هـ / 961م، حين هزمهم البيزنطيون.
يُذكر أن بزيع، مولى أمية ابن الأمير عبد الرحمن بن معاوية بن هشام، كان مسجونًا في حبس الدم بقرطبة مقيدًا بقيد ثقيل. عندما رأى أهل قرطبة يتغلبون على الجند في بداية الوقعة، طلب من حراسه إطلاق سراحه، وتعهد لهم بالعودة إن نجا، فأطلقوه، فقاتل قتالًا شديدًا لم يُرَ مثله. بعد هزيمة أهل الربض، عاد بزيع إلى سجنه طواعية. وصل خبره إلى الحكم، فأمر بإطلاقه وأحسن إليه.

### فهرس المنشورات
1. ↑  ابن القوطية (1989)، ص. 68.
2. ↑  ابن القوطية (1989)، ص. 70.
3. 1 2 3  ابن الأثير (2005)، ص. 910.
4. ↑  عنان (1997)، ج. 1، ص. 236.
5. 1 2  ابن عذاري (2013)، ص. 71.
6. ↑  عنان (1997)، ج. 1، ص. 237.
7. ↑  عنان (1997)، ج. 1، ص. 243.
8. 1 2  ابن عذاري (2013)، ص. 76-77.
9. ↑  ابن الأبار (1985)، ص. 45.
10. ↑  ابن القوطية (1989)، ص. 69.
11. ↑  Canard (1986), p. 1084
12. ↑  Treadgold (1997), pp. 493–495

### معلومات المنشورات كاملة
الكتب مرتبة حسب تاريخ النشر
- ابن الأبار القضاعي (1985)، الحلة السيراء، تحقيق: حسين مؤنس (ط. 2)، القاهرة: دار المعارف، OCLC:24377474، QID:Q121086331
- ابن الأثير الجزري (2005)، الكامل في التاريخ، مراجعة: أبو صهيب الكرمي، عَمَّان: بيت الأفكار الدولية، OCLC:122745941، QID:Q123225171
- ابن عذاري (2013)، البيان المغرب في اختصار أخبار ملوك الأندلس والمغرب، تحقيق: بشار عواد معروف، تونس: دار الغرب الإسلامي، OCLC:949440485، QID:Q121789590{{استشهاد}}:  صيانة الاستشهاد: ref duplicates default (link)
- ابن القوطية، أبو بكر محمد بن عمر (1989). تاريخ افتتاح الأندلس. دار الكتاب المصري، القاهرة - دار الكتاب اللبناني، بيروت. ISBN:977-1876-09-0.
- عنان، محمد عبد الله (1997). دولة الإسلام في الأندلس، الجزء الأول. مكتبة الخانجي، القاهرة. ISBN:977-505-082-4. {{استشهاد بكتاب}}: تأكد من صحة |isbn= القيمة: checksum (مساعدة)
- Canard، M. (1986). "Iqrītish". The Encyclopedia of Islam, New Edition, Volume III: H–Iram. Leiden and New York: BRILL. ص. 1082–1086. ISBN:90-04-08118-6.{{استشهاد بموسوعة}}:  صيانة الاستشهاد: postscript (link)
- Treadgold، Warren T. (1997). A History of the Byzantine State and Society. Stanford, CA: Stanford University Press. ISBN:0-8047-2630-2. مؤرشف من الأصل في 2019-04-19.